# یولیا تکاچ
یولیا تکاچ (به اوکراینی: Ю́лія Остапчук؛ متولد ۲۶ سپتامبر ۱۹۸۹) کشتی‌گیر آزادکار اهل اوکراین است.
از افتخارات وی می‌توان به کسب یک مدال طلا وزن در مسابقات قهرمانی کشتی جهان ۲۰۱۴ و دو مدال نقره وزن در مسابقات قهرمانی کشتی جهان ۲۰۱۷ و مسابقات قهرمانی کشتی جهان ۲۰۲۳ و دو مدال برنز وزن در مسابقات قهرمانی کشتی جهان ۲۰۱۵ و مسابقات قهرمانی کشتی جهان ۲۰۱۸ اشاره کرد.